# Filippo Chiappini
Filippo Chiappini (Roma, 6 novembre 1836 – Roma, 9 agosto 1905) è stato un poeta dialettale italiano.

## Biografia

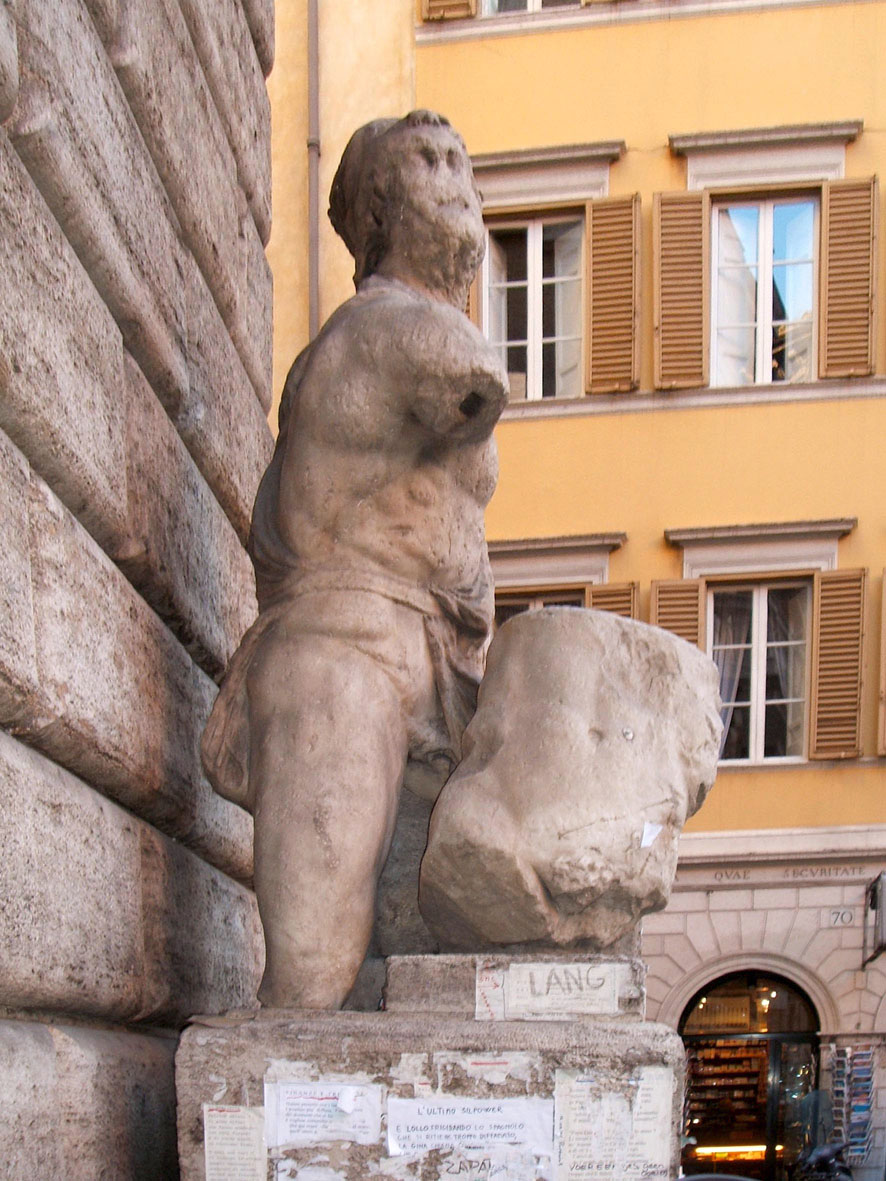
La statua di Pasquino nell'omonima piazza romana (Piazza Navona)

Il padre, Francesco, era un barbiere che aveva bottega nel rione di Parione in via del Governo Vecchio, proprio sulla piazza di Pasquino. L'arguto artigiano, eludendo la sorveglianza pontificia era solito scrivere pasquinate ed epigrammi, anche in latino.
Francesco riuscì, con molti sacrifici, a mantenere Filippo all'università dove si laureò in medicina. Da medico esercitò la professione a Turrita Sabina,
poi preferì l'insegnamento e, nel 1873, ebbe l'incarico di scienze fisiche e matematiche presso la scuola, appena inaugurata, "Erminia Fuà Fusinato" di Roma, primo istituto superiore femminile laico della capitale.
Di lui scrisse un contemporaneo: "Fu basso e corpulento della persona... con capelli alquanto lunghi e lunga barba, occhi vivaci e bocca sorridente, d'onde uscivano a scatti arguti motti".

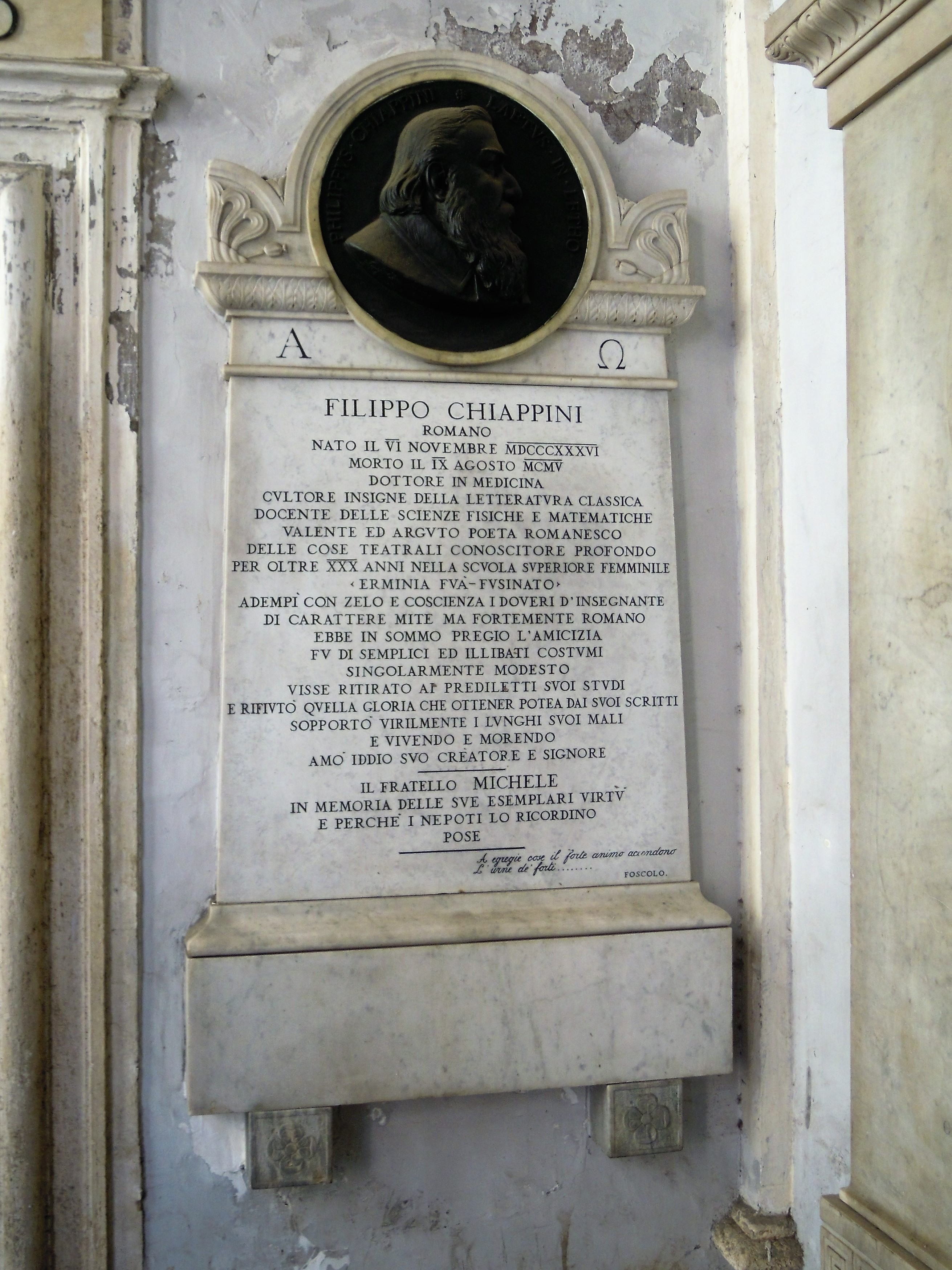
Lapide commemorativa di Chiappini nell'atrio della basilica di S. Eustachio a Roma

Fu un ottimo medico ma anche uno studioso di letteratura classica, rinascimentale e teatrale, non per questo disdegnando però il romanesco. Scrisse molti epigrammi in italiano e in latino, lingua quest'ultima che conosceva profondamente. Al contrario di Trilussa, col quale negli anni entrò pure in accesa polemica, rimproverandogli di snaturare, ed imborghesire dunque, il romanesco, nel Chiappini la scelta per il romanesco non nasceva dall'incultura, bensì da una decisione meditata.
Valido poeta e intelligente studioso di Giuseppe Gioachino Belli collaborò con Luigi Morandi per la prima edizione quasi integrale dei Sonetti belliani, col ruolo di consulente linguistico per il romanesco dell'uso. Di questa collaborazione è rimasto un carteggio recentemente pubblicato (citato in Bibliografia), dove si trova il Chiappini che si prodiga nella spiegazione al letterato tudertino di espressioni romanesche, spesso non contemplate nelle sue schede lessicali.
Morì, quasi sessantanovenne, nel 1905. Uscirono postumi i Sonetti Romaneschi e le sue schede lessicali col titolo di Vocabolario romanesco, pubblicati dai nipoti e curati dagli stessi, in particolar modo da Gino Chiappini.
Fu tumulato nell'atrio della chiesa di Sant'Eustachio vicino al drammaturgo e poeta Giovanni Giraud. L'amministrazione comunale gli ha dedicato una strada nel quartiere Gianicolense, vicino alla Stazione di Trastevere: le vie adiacenti sono dedicate ai concittadini Cesare Pascarella, Crescenzo Del Monte e al celeberrimo poeta dialettale milanese Carlo Porta. Un giardino, il Parco Ghetanaccio, sempre nella stessa zona, ricorda il celebre burattinaio romanesco di cui, per primo, tracciò la biografia proprio Chiappini in un suo studio storico.